# Gazzetta d'Asti
La Gazzetta d'Asti è un settimanale locale astigiano fondato nel 1899 su impulso del vescovo bergamasco mons. Giacinto Arcangeli (1833 - 1909), che notevole impulso aveva deciso di dare alle iniziative promosse dall'Opera dei congressi e dei comitati cattolici.
Nata quindi come organo della diocesi di Asti oggi non è solo più questo ma è anche un giornale d'informazione su ciò che accade in tutta la provincia di Asti.
L'attuale direttore responsabile è don Dino Barberis e l'amministratore delegato è Renato Goria.
Il giornale aderisce alla FIPE (Federazione italiana piccoli editori) e alla FISC (Federazione italiana settimanali cattolici).

## Storia
Quando nacque la Gazzetta d'Asti il panorama editoriale della città presentava già altri due settimanali: Il Cittadino (fondato nel 1853), d'ispirazione liberale rivolto al ceto borghese astigiano ed Il Galletto (fondato nel 1895 dall'avvocato Annibale Vigna) d'ispirazione socialista.
La testata nacque come periodico religioso, politico ed amministrativo sull'interessamento del vescovo astigiano Arcangeli. In questo periodo il settimanale seguì il diffondersi delle società agricole operaie di mutuo soccorso auspicate dall'enciclica Rerum Novarum, nate per combattere il diffondersi fenomeno dell'usura nell'astigiano.
Durante il ventennio fascista, il giornale rimase rispettoso ed ossequioso al regime mantenendo comunque una sua certa autonomia.
Nel dopoguerra il giornale affiancò l'operato la Democrazia Cristiana, seguendo in modo assiduo la nascita della Federazione coltivatori diretti della provincia di Asti. Nel decennio 1955 - 1965 restrinse il proprio campo d'azione limitandosi alle notizie religiose, ritornando nel 1967 ad avere un respiro giornalistico più ampio prima con il direttore don Giulio Martinetto ed in seguito con il direttore don Vittorio Croce che la diresse dal 1976 al 2019.

## Dati tecnici
Il giornale viene composto elettronicamente in formato tabloid e consta di circa 48 pagine.
Esso ha come bacino di utenza la città di Asti e la sua provincia. Al suo interno vi sono pagine di politica, cronaca, lavoro, sanità, cultura, informazione religiosa, ambiente, vita sociale, tempo libero, scuola, sport e pagine locali dedicate ai paesi della provincia.
Una volta al mese all'interno del giornale viene pubblicato l'inserto Comunità Viva, a cura della segreteria diocesana, che tratta la vita della diocesi e gli appuntamenti più imminenti.